# Siemersdorf
Siemersdorf ist ein Ortsteil der Stadt Tribsees im Landkreis Vorpommern-Rügen in Mecklenburg-Vorpommern. Sie wird vom Amt Recknitz-Trebeltal mit Sitz in der Stadt Tribsees verwaltet.

## Geografie und Verkehrsanbindung
Siemersdorf liegt östlich des Kernortes Tribsees an der Landesstraße L 22. Unweit südlich vom Ort verlaufen die L 19 und die A 20. Südlich erhebt sich der 10,9 m hohe Katharinenberg.

## Sehenswürdigkeiten
In der Liste der Baudenkmale in Tribsees ist für Siemersdorf ein Baudenkmal aufgeführt.